# タンザニアの鉄道
タンザニアの鉄道では、タンザニアにおける鉄道について記す。

## 事業者
- タンザニア鉄道会社（英語版） (Tanzania Railways Limited)
- タンザン鉄道 (TAZARA Railway)

## 路線

### 狭軌
メーターゲージ
主要な路線
- タンザニア中央鉄道（英語版） ダルエスサラーム - キゴマ
- ウサンバラ鉄道（英語版） タンガ - アルーシャ
- コログウェ（英語版） - Ruvu

3フィート6インチ軌間
- タンザン鉄道

### 標準軌
標準軌鉄道が計画、一部建設されている。
- タンザニア標準軌鉄道（英語版）
- イサカ・キガリ標準軌鉄道（英語版）

## 隣接国との鉄道接続状況

### 北部（ビクトリア湖経由含む）
- ブルンジ - 接続なし
- ルワンダ - 接続なし
- ウガンダ - （ビクトリア湖を鉄道連絡船で結ぶ ムワンザ - ポート・ベル（英語版）またはジンジャ） - 同じ狭軌を採用1,000 mm
- ケニア - （モシ - ボイ 接続しているが運行なし） - 同じ狭軌を採用1,000mm

### 南部
- ザンビア - （ムベヤ - カサマ） - 同じ狭軌を採用1,067 mm
- マラウイ - 接続なし
- モザンビーク - 接続なし

### タンガニーカ湖
- コンゴ民主共和国 - 接続なし（かつて鉄道連絡船あり。キゴマ - カレミ）